# Karl Gustafsson Banér
Karl Gustafsson Banér, född 17 oktober 1598 och död 11 april 1632, var en svensk ämbetsman.

## Biografi
Karl Gustafsson Banér föddes i fängelset på Segersjö, där hans föräldrar Gustav Axelsson Banér och Kristina Svantesdotter Sture, då hölls insprärrade. Han blev den yngste av deras barn, fadern avrättades 1600 i Linköpings blodbad. Karl Gustafsson Banér blev 1625 överkammarherre, 1626-1627 guvernör i Marienburg, och 1628 statssekreterare. 1631 utsågs han till viceguvernör i Pommern. Banér hade under Gustav II Adolfs fälttåg i Tyskland ansvar för arméns proviantering. Han avled i Elbing.

### Familj
Banér gifte sig 6 januari 1628 på Stockholms slott med friherrinnan Christina Sigrid Bielke (1603–1645). Hon var dotter till rikskanslern Svante Bielke och Elisabet Leijonhufvud. De fick tillsammans barnen presidenten Gustaf Banér (1629–1680), studenten Svante Banér (1629–1642) vid Uppsala universitet, Elisabet Banér (1631–1646) och Sten Banér (1632–1632).